# دشت ساحلی

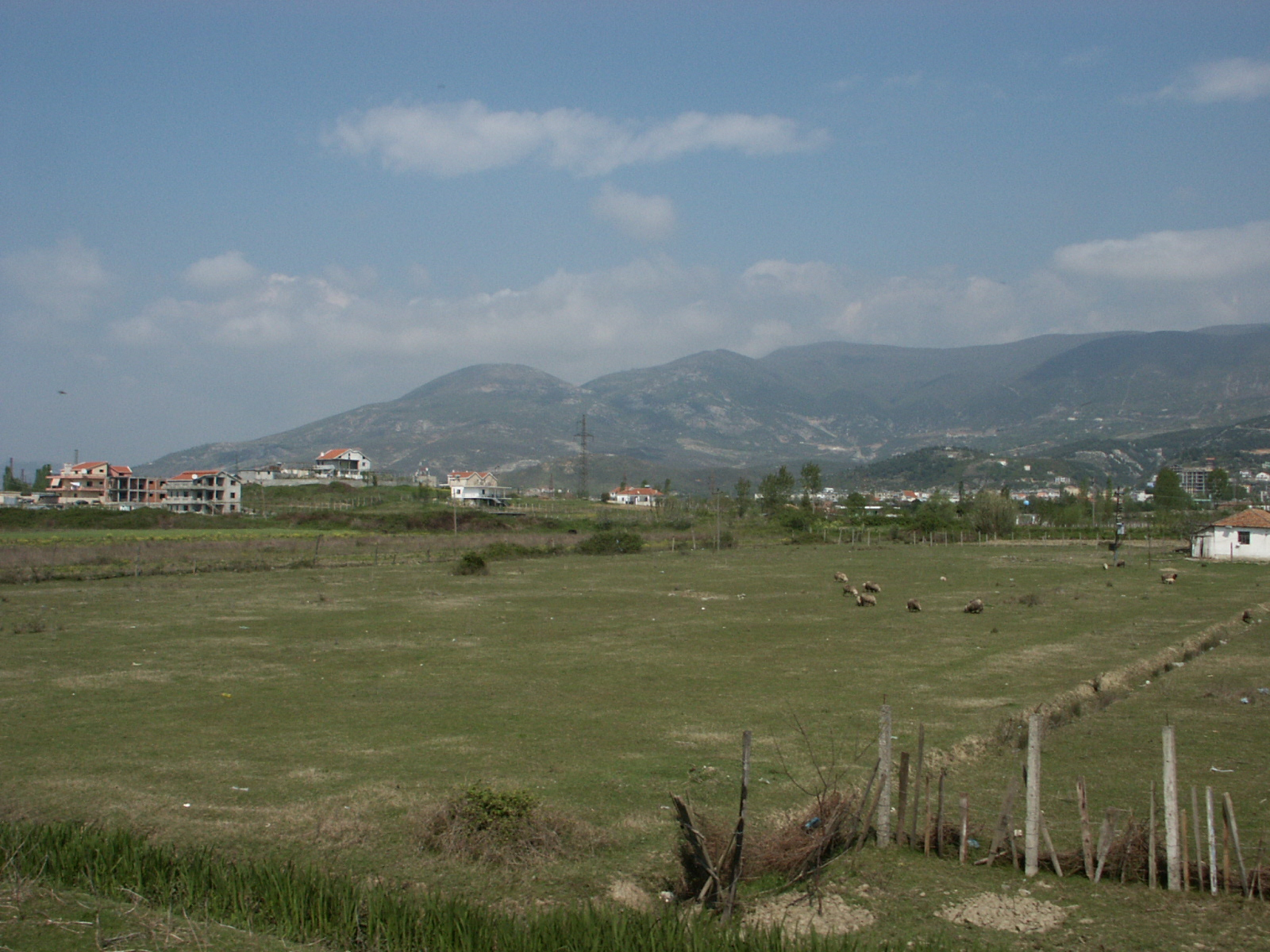
دشت ساحلی در آلبانی

دشت ساحلی دشتی که در کنار ساحل دریا قرار می‌گیرد و تا نزدیکترین خشکی مرتفع گسترش می‌یابد دشت ساحلی ممکن است از طریق نهشت مواد سخت به وسیله رودخانه‌ها از طریق برهنه سازی به وسیله دریا یا به وسیله بیرون آمدگی قسمتی از فلات قاره که ناشی از پایین رفتن نسبی سطح دریاست تشکیل شود.